# Темирбеков, Нурлан Муханович
Нурла́н Муха́нович Темирбе́ков (каз. Темірбеков Нұрлан Мұқанұлы; род. 20 августа 1960, Луговой, Джамбулская область) — советский и казахстанский математик, академик НИА РК, организатор высшей школы и науки в Казахстане.

## Биография
В 1982 году окончил математический факультет Казахского государственного университета им. С. М. Кирова.
Первым местом работы был Семипалатинский технологический институт мясной и молочной промышленности, где Н. М. Темирбеков работал ассистентом кафедр «Сопротивление материалов и механика» и «Высшая математика».
В 1984 году возвращается в КазГУ стажером — исследователем кафедры прикладного анализа. В 1986 году зачисляется аспирантом. В 1990 году защищает кандидатскую диссертацию на тему «Численное моделирование течения жидкости через пористые среды».
Защитив диссертацию, продолжает работать в родном вузе доцентом.
В 1996—1999 году учится в докторантуре Казахский национальный университет имени аль-Фараби.
В 2001 г. защитил докторскую диссертацию на соискание ученой степени доктора физико-математических наук. Назначается зам.декана по учебной работе механико-математического факультета.
В начале 2002 года переезжает в Усть-Каменогорск на должность проректора по учебно-методической работе в ВКГУ им. С.Аманжолова. В ноябре переводится на должность проректора по научной работе и новым технологиям, международному сотрудничеству.
В 2006—2008 годах работает проректором по науке и международному сотрудничеству ВКГТУ им. Д. Серикбаева.
В июне 2008 года возвращается в КазНУ деканом мехмата. А уже в ноябре становится проректором по научной работе№
С ноября 2010 года — ректор ВКГТУ им. Д. Серикбаева. С мая 2015 г. по февраль 2016 профессор ВКГТУ им. Д.Серикбаева.
С февраля 2016 г. — ректор Казахстанского инженерно-технологического университета.
В 2004 г. решением Высшего аттестационного комитета МОН РК присвоено ученое звание профессора по специальности «Информатика, вычислительная техника и управление».
В 2004 г. избран академиком Национальной инженерной академии РК по специальности «Информационные и компьютерные технологии».
По результатам научных исследований опубликовано две монографии и более 70 научных статей. Подготовлено 8 кандидатов наук.
Основной сферой научной деятельности являются проблемы численного решения уравнений Навье-Стокса. Предложены эффективные алгоритмы компьютерного моделирования задач гидродинамики в сложных областях. Создана геоинформационная система (ГИС) для оценки влияния антропогенных источников загрязнения на качество атмосферного воздуха промышленного города.
Является автором автоматизированной информационной системы организаций учебного процесса в вузе при кредитной системе обучения.
Нурлан Муханович является членом рабочей группы ВНТК (Высшей научно-технической комиссии) при Правительстве Республики Казахстан, членом Научно-технического совета Национального космического агентства Республики Казахстан «Казкосмос».
Награждён нагрудными знаками МОН РК «За заслуги в развитии науки Республики Казахстан», «Ы.Алтынсарин», юбилейной медалью «Астана» и благодарственным письмом Президента Республики Казахстан.
Стипендиат государственной научной стипендии, учреждаемой для ученых внесших выдающийся вклад в развитие науки и техники.